# Везель-Русси
Везе́ль-Русси́ (фр. Vezels-Roussy, окс. Vezels Roussy) — коммуна во Франции, находится в регионе Овернь. Департамент — Канталь. Входит в состав кантона Арпажон-сюр-Сер. Округ коммуны — Орийак.
Код INSEE коммуны — 15257.
Коммуна расположена приблизительно в 450 км к югу от Парижа, в 115 км южнее Клермон-Феррана, в 18 км к юго-востоку от Орийака.

## Население
Население коммуны на 2008 год составляло 154 человека.
| 1962 | 1968 | 1975 | 1982 | 1990 | 1999 | 2008 |
| ---- | ---- | ---- | ---- | ---- | ---- | ---- |
| 131  | 203  | 149  | 124  | 120  | 143  | 154  |

## Экономика

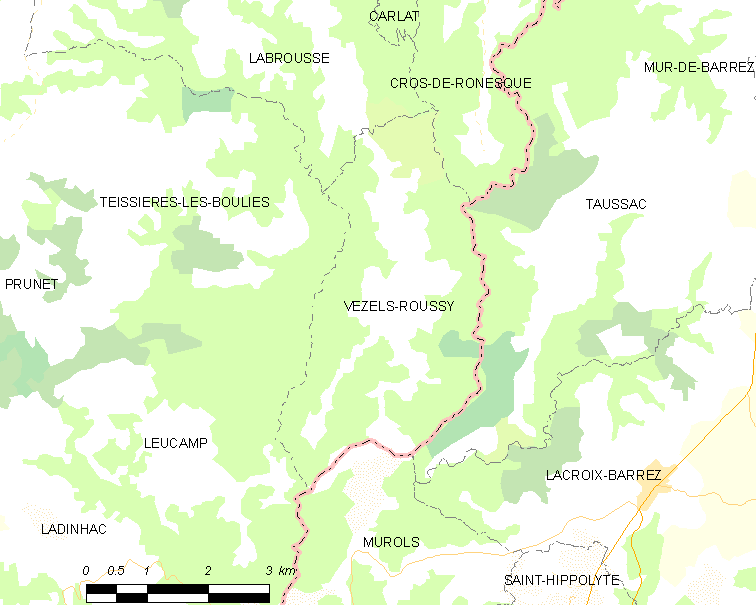
Карта коммуны

В 2007 году среди 95 человек в трудоспособном возрасте (15—64 лет) 64 были экономически активными, 31 — неактивными (показатель активности — 67,4 %, в 1999 году было 64,0 %). Из 64 активных работали 61 человек (39 мужчин и 22 женщины), безработных было 3 (1 мужчина и 2 женщины). Среди 31 неактивных 9 человек были учениками или студентами, 10 — пенсионерами, 12 были неактивными по другим причинам.